# 李恒 (元朝)
李恆（1236年—1285年），字德卿，號長白。党項族，元朝人。
李恒为西夏国宗室后裔，先祖姓于彌氏，唐朝末年賜姓李。祖父西夏废太子李德任。其父李惟忠自幼为蒙古亲王所抚养，官至达鲁花赤。移相哥妃收為養子。李恒因告發李璮反叛，忽必烈嘉其功，授淄萊路奧魯總管。至元七年（1270年）为万户，改宣武將軍，從伐宋，破樊城、襄陽，功遷明威將軍、宣威將軍等。伯颜东下灭宋，他留镇鄂州（今湖北武汉）。1277年，李恒親率大軍入援江西，文天祥兵敗，退往循州（舊治在今廣東龍川西）。李恆次年攻下廣州。至元十六年（1279年）初，李恆與張弘範會師，在厓山海戰大破宋軍，取得決定性勝利。
至元二十二年（1285年），李恒从镇南王脱欢攻安南，中毒箭死。朝廷贈銀青榮祿大夫、平章政事，諡武愍；再贈推忠靖遠功臣、太保、儀同三司，追封滕國公。

## 延伸阅读
[在维基数据编辑]
 《元史·卷129》，出自宋濂《元史》
 《新元史/卷180》，出自柯劭忞《新元史》